# Kalkūni
Kalkūni (pol. hist. Kałkuny) – wieś na Łotwie, w novadsie Górna Dźwina, 3 km na południe od Dyneburga. W latach 1919–1920 przejściowo w Polsce, w powiecie brasławskim województwa wileńskiego jako stolica gminy Kałkuny, następnie w granicach Łotwy.
Dawniej siedziba gminy Kałkuny, w latach 1919–1920 na obszarze tzw. administracyjnego okręgu wileńskiego II Rzeczypospolitej. W lipcu 1920 roku obszar gminy Kałkuny (oraz pięciu innych sąsiednich gmin o łącznej powierzchni 1,5 tys. km²) został zajęty przez Łotyszy i wcielony do Łotwy.